# Милерс Коув (Тексас)
Милерс Коув (енгл. Miller's Cove) град је у америчкој савезној држави Тексас. По попису становништва из 2010. у њему је живело 149 становника.

## Демографија
Према попису становништва из 2010. у граду је живело 149 становника, што је 29 (24,2%) становника више него 2000. године.
| Група             | 2000.      | 2010.       |
| Белци             | 17 (14,2%) | 20 (13,4%)  |
| Афроамериканци    | 4 (3,3%)   | 2 (1,3%)    |
| Азијати           | 0 (0,0%)   | 0 (0,0%)    |
| Хиспаноамериканци | 98 (81,7%) | 127 (85,2%) |
| Укупно            | 120        | 149         |